# 屍體

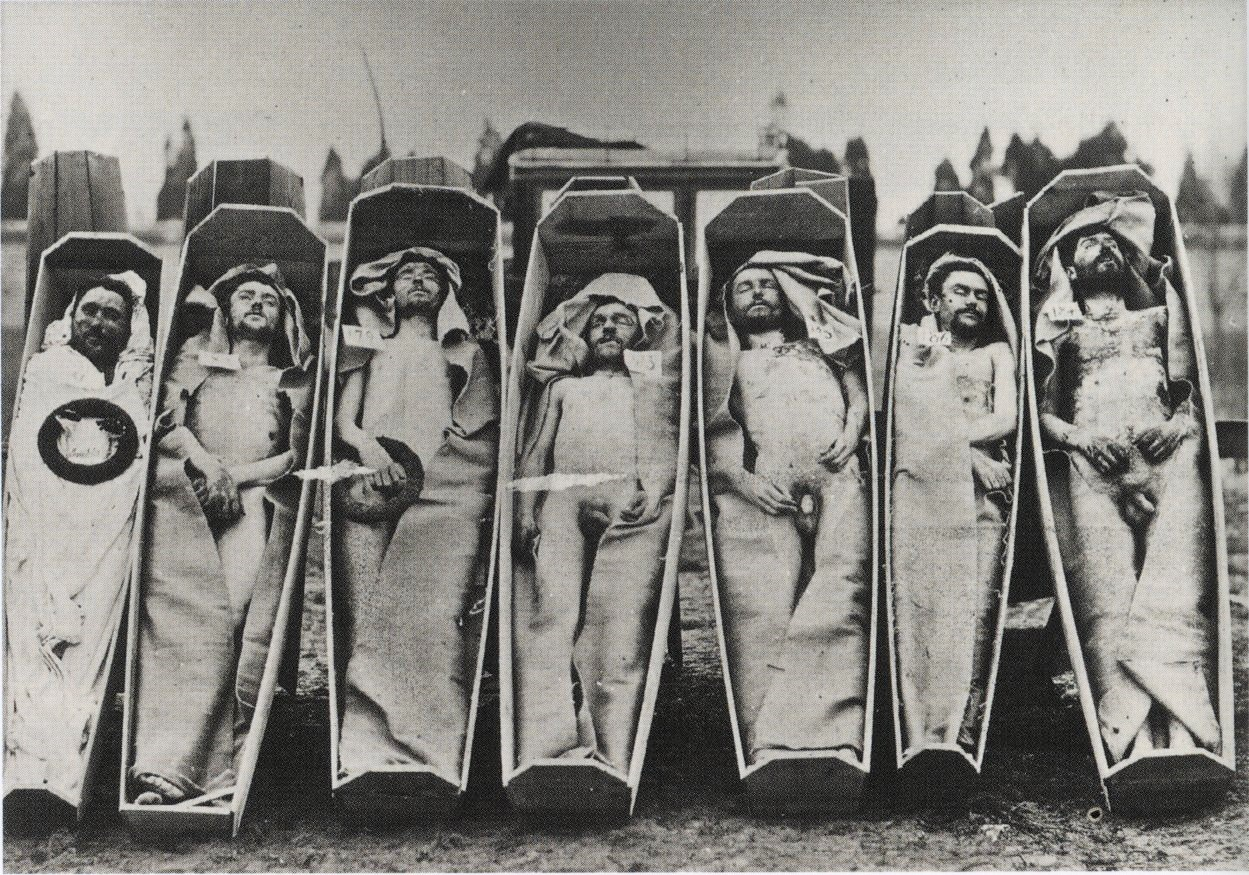
巴黎公社社员的尸体

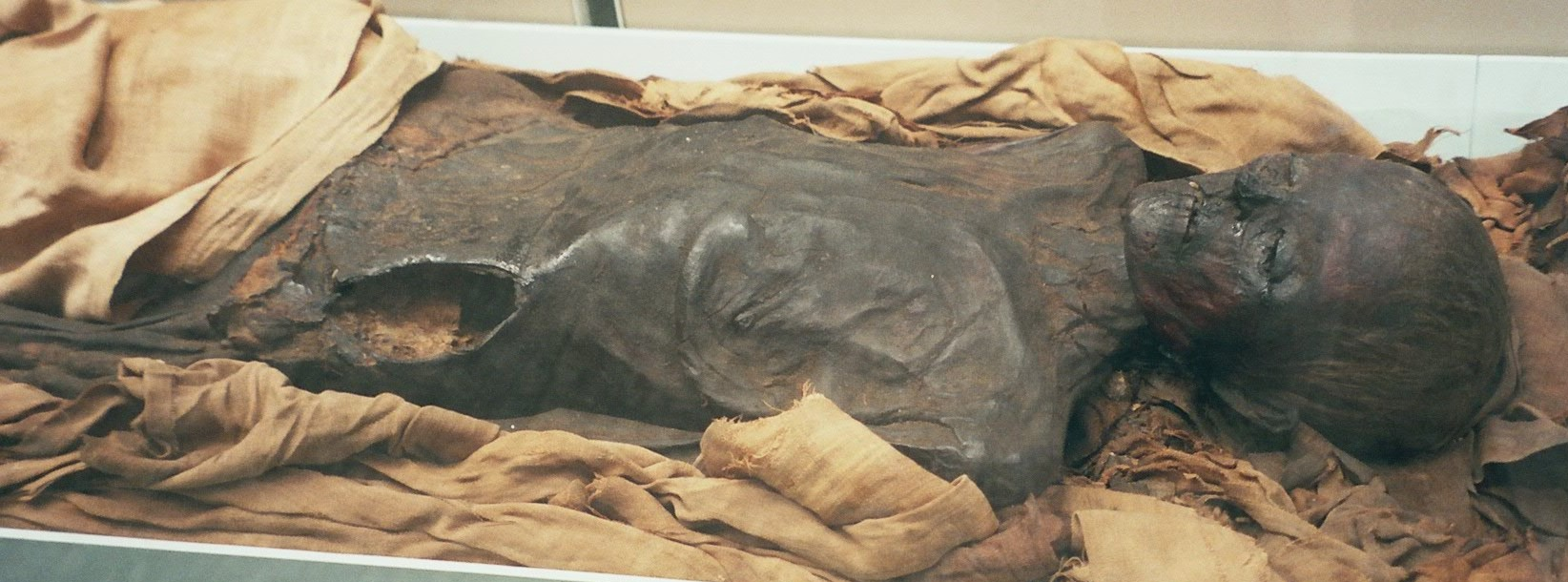
一具木乃伊乾屍

屍體，是相對於生物的概念，指生物体死亡後遺留的尚未完全腐烂的躯体。至於完全腐壞、僅殘餘骨骼組織的动物尸体则称为骸骨，亦称白骨、骷髅、遗骨等，其中“骷髏”一詞可能帶有恐懼的意味。

## 概要
一般来说，會以「遗体」這一詞于尊重死者人格的场合來稱呼屍體。在台灣，某些宗教人士與多數媒體亦將遺體稱作大體、大體師或大體老師，然而大體一詞是由「大體解剖學」（Gross anatomy）一詞而來的簡稱，這個「大體」是英文Gross的翻譯，代表「巨觀的」、「總成的」，此命名意為:總括處理肉眼可看見的器官組織的解剖學，是與「微觀解剖學」、「神經解剖學」等作為相對的學問，就跟中文裡說「大體而言」的「大體」，是同一個意思。中文裡對屍體的尊稱就只有「遺體」、「遺骸」。上述將「遺體」稱作「大體」，把「屍皮」稱為「大體皮膚」乃為誤用。而「尸体」用于医学、刑事案件偵查等领域。在地质学和生态学中，通常使用“遗体”一词，如「生物遺体」、「動物遺体」、「植物遺体」等。尸体会发生一系列尸体现象，是刑事案件偵查時推測死亡時間的參考依據。

## 古代記載
在古籍《酉陽雜俎·物異》《尚書故實》《南村輟耕錄·卷十四》中，「人臘」是指乾枯的人的屍體。

## 延伸閲讀
- Jones, D. Gareth. . Aldershot: Ashgate. 2000. ISBN 978-0-7546-2073-0.
- Roach, Mary. . New York, NY: W. W. Norton and Company Inc. 2003.
- Shultz, Suzanne. . Jefferson, North Carolina: McFarland & Company Inc. 1992.
- Wright-St Clair RE. . New Zealand Medical Journal. February 1961, 60: 64–69.

## 参閱
- 尸体现象